# Daimí Ramírez Echevarría
Daimi Ramirez Echevarria (ur. 8 października 1983 roku w Hawanie) – kubańska siatkarka, reprezentantka kraju, grająca na pozycji rozgrywającej i atakującej. Wraz z reprezentacją w 2004 roku zdobyła brązowy medal na Igrzyskach Olimpijskich w Atenach. Od sezonu 2017/2018 występuje w tureckiej drużynie Halkbank Ankara.

## Sukcesy klubowe
Mistrzostwo Brazylii:
- 2016
- 2013, 2017

Mistrzostwo Azerbejdżanu:
- 2013

Klubowe Mistrzostwa Ameryki Południowej:
- 2017

## Sukcesy reprezentacyjne
Igrzyska Panamerykańskie:
- 2007
- 2003

Grand Prix:
- 2004, 2008

Igrzyska Olimpijskie:
- 2004

Mistrzostwa Ameryki Północnej:
- 2007
- 2005

Volley Masters Montreux:
- 2008
- 2007
- 2006

Igrzyska Ameryki Środkowej i Karaibów:
- 2006

Puchar Panamerykański:
- 2007
- 2006

## Nagrody indywidualne
- 2007: Najlepsza atakująca Igrzysk Panamerykańskich
- 2008: Najlepsza atakująca turnieju Volley Masters Montreux
- 2008: Najlepsza atakująca Grand Prix